# Трахеїт
Трахеїт — запалення трахеї. Попри те, що трахея належить до нижніх дихальних шляхів, МКХ відносить трахеїт до захворювань верхніх дихальних шляхів. Зрідка трахеїт проходить ізольовано, найчастіше він приєднується до риніту, фарингіту, ларингіту, бронхіту, утворюючи ринофаринголаринготрахеїт, ларинготрахеїт, трахеобронхіт, якій буває найчастіше.

## Етіологія
Причиною трахеїту є та сама інфекція, що спричинює риніт, фарингіт, ларингіт: віруси, стафілококи, стрептококи тощо. Дуже часто трахеїт разом з іншими ураженнями відділів дихальної системи є проявами ГРВІ. В разі недостатнього лікування (чи його відсутності) цих хвороб запальний процес може поширитися і на трахею, зумовлюючи трахеїт. За перебігом існує гострий та хронічний трахеїт. Хронічний є ускладненням гострого.

## Прояви та діагностика
- підвищення температури (незначне: до субфебрильної)
- супутні симптоми інших захворювань дихальних шляхів (симптоми риніту, фарингіту, ларингіту — див. у відповідних статтях)
- сухий кашель (особливо вночі та вранці, а також при сильному вдиху; при хронічному трахеїті це є основним симптомом)
- біль у глотці та за грудниною.

Діагностувати трахеїт нескладно. Діагноз ставиться на основі анамнезу, наявних симптомів та ларингоскопії.

## Лікування і прогноз
При лікуванні трахеїту застосовують гірчичники на ділянку грудини (народна медицина), а також при бактеріальній його природі — антибіотики різної групи, рідше — сульфаніламідні препарати. Можливе застосування інгаляцій лікувальних рослин. Також призначають відхаркувальні засоби, препарати для лікування супутніх захворювань тощо. Курс триває, як правило, до 2 тижнів. Прогноз для гострого та хронічного трахеїту сприятливий. Можливе поширення запалення нижче по бронхіальному деревуускладнення (бронхіт, бронхопневмонія). Профілактикою хронічного трахеїту є своєчасне лікування запалень глотки, гортані.